# Monestir de Betània
El monestir de Betània o monestir de la Nativitat de la Mare de Déu (en georgià: ბეთანიის ყოვლადწმინდა ყოვლადწმინდა ღვთისმშობლის შობის მონასტერი), comunament conegut com a Betània o Bethania (en georgià: ბეთანია [bɛtʰania]), és un monestir medieval ortodox georgià de l'est de Geòrgia, a 16 km al sud-oest de Tbilisi, la capital de la nació. Es tracta d'una notable peça arquitectònica de l'«Edat d'Or» del Regne de Geòrgia, a la fi dels segles xi i xii, i destaca per les pintures murals, que inclouen un retrat de grup dels monarques georgians contemporanis.

## Història

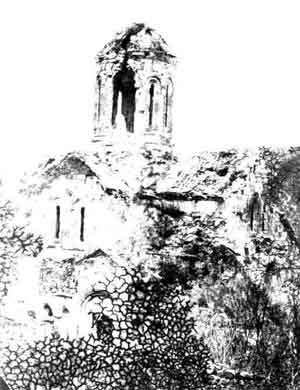
El monestir en el moment de la restauració pel príncep Gagarin

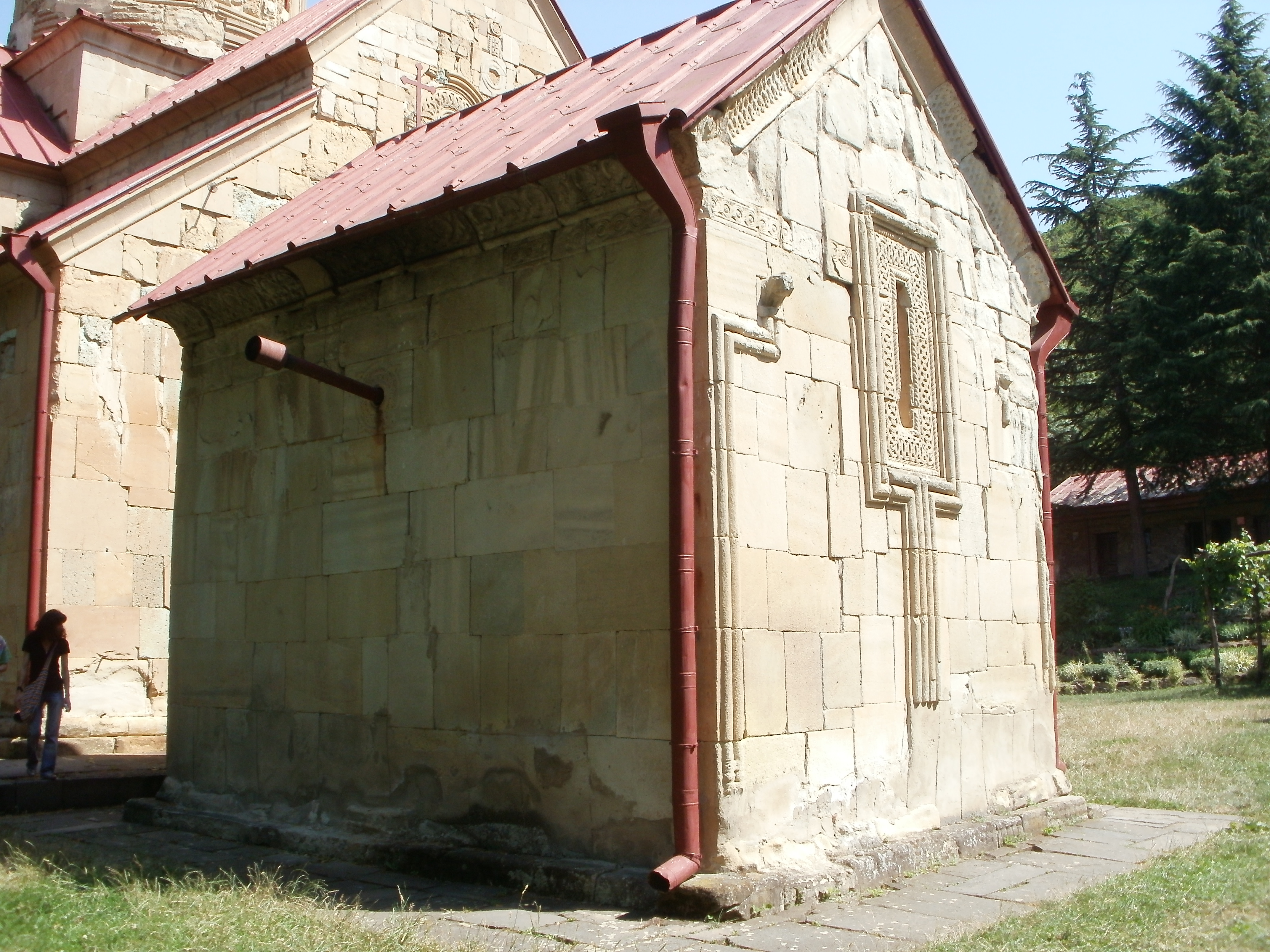
Petita església de Sant Jordi

Betània es troba a l'aïllada vall boscosa del riu Vere, a 16 km al sud-oest de Tbilissi. El nom del monestir deriva del del llogaret de Betània a Palestina, registrat al Nou Testament com la llar de Maria, Marta i Llàtzer, així com la de Simó el leprós.
La història del monestir està mal documentada en la tradició històrica georgiana. Era una abadia familiar de la Casa d'Orbeli. La imatge de «Sumbat i Liparit Orbeli davant la Mare de Déu» apareix al transsepte sud del monestir. Els Orbeli van ser desposseïts temporalment de les seves propietats per la corona reial a la fi del segle xii, però la seva descendència posterior, la família Gostashabishvili, sembla haver estat la propietària del monestir a principis de la Geòrgia moderna primitiva. Una sèrie de conflictes i invasions estrangeres que omplen la història de Geòrgia van deixar el monestir despoblat i mig arruïnat. Va ser restaurat a la segona meitat del segle xix, gràcies als esforços del hieromonjo Spiridon Ketiladze, que va renunciar com a abat el 1922 i va ser succeït pel hieromonjo Ilia Pantsulaia. Tots dos monjos van ser afusellats durant les purgues soviètiques. Betània va seguir sent l'únic monestir georgià en funcionament, encara que no oficialment, fins al 1963, quan també es va anar extingint durant els següents quinze anys. El 1978, el catolicós patriarca de tota Geòrgia Elies II va aconseguir obtenir el permís de les autoritats soviètiques per reobrir un monestir a Betània. En la dècada de 1990, el claustre va ser remodelat i la comunitat monàstica local va créixer en grandària i influència.

## Arquitectura

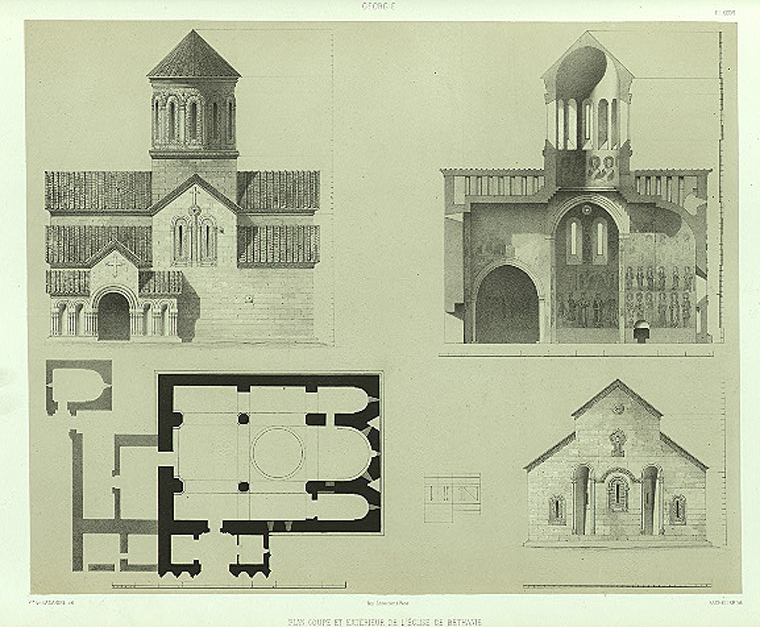
Plànol del monestir de Betània pel príncep Grigory Gagarin, 1847

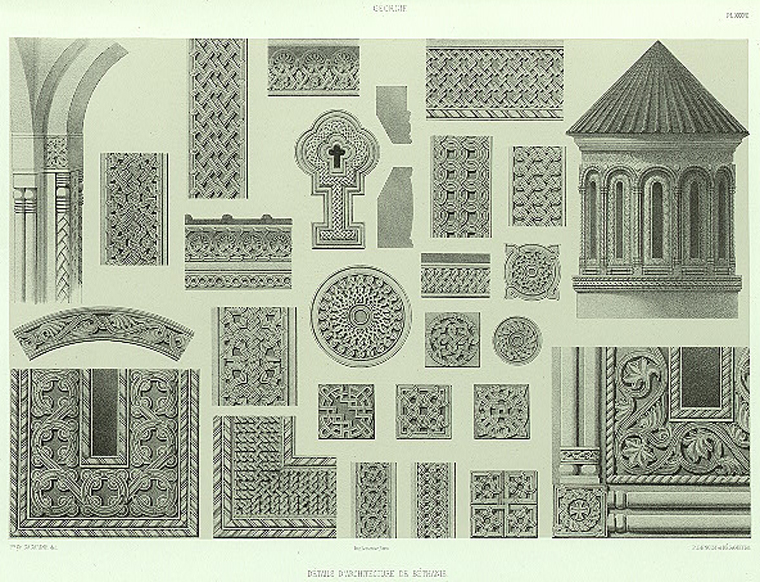
Detalls arquitectònics del monestir pel príncep Grigory Gagarin, 1847.

El territori del monestir sembla haver estat envoltat per una muralla de la qual únicament han sobreviscut pedres desmembrades disperses al bosc adjacent. Els edificis existents són una església principal voltada de la Nativitat de la Mare de Déu (construïda a finals del segle xii i XIII), una església més petita de Sant Jordi (1196) i una torre en ruïnes.
L'església de la Nativitat de la Mare de Déu és un disseny en forma d'església en creu inscrita amb una cúpula i construïda de pedra, amb alguna decoració externa tallada a la façana oriental, on els nínxols tradicionals estan fistonats amb motllures esculpides que connecten amb el marc de la finestra central amb un cordó també esculpit. La seva cúpula alta, lleugerament desplaçada cap a l'est, descansa sobre els dos pilars i lleixes de l'altar que s'ubiquen lliurement a l'oest. El portal de l'entrada sud té el front de la porta cobert amb una volta en forma d'estrella. Els estudiosos moderns han suposat que l'església és en realitat una versió ampliada, voltada i decorada d'una basílica anterior que probablement datava del segle x.

## Murals
L'interior està decorat amb murals, significativament danyats; marquen un dels punts més alts de la pintura mural medieval de Geòrgia. El fons de l'altar conté una escena de súplica de la qual només han sobreviscut els fragments de la figura d'un Crist entronitzat. Les parets dels absis darrere de l'altar estan decorades amb frescos dels profetes amb pergamins i inscripcions georgianes. El mur del nord està ocupat per un cicle de la Passió de Crist, mentre que el mur del sud conté escenes de l'Antic Testament i el de l'oest, del Judici Final.
El creuer nord del monestir és notable per la representació dels monarques georgians que daten del 1207. Són els retrats de Giorgi III de Geòrgia (regnat: 1156-1184), la seva filla, la reina Tamara de Geòrgia (r. 1184-1213), i el fill d'aquesta última, Jordi IV (r. 1213-1223). El príncep rus Grigory Gagarin va descobrir i netejar la imatge de Tamara el 1851, i va publicar els seus dibuixos i informes aquest mateix any. Giorgi IV de Geòrgia es mostra com un home jove sense barba amb una túnica de tall georgiana, i porta una corona i una espasa. Aquests atributs suggereixen que Giorgi és representat com un jove rei després d'haver-se declarat com a corregent amb la seva mare, cas que va tenir lloc després de la mort del seu pare, David Soslan, el 1207. La pintura, per tant, ajuda a determinar la data aproximada de l'església de Betània. Una irregularitat important observada pels estudiosos moderns és que cap de les figures seculars de Betània tenen una aurèola, un atribut que normalment es feia servir en les imatges georgianes per distingir un visitant humà de la resta de la societat.

## Galeria

### Pintures del mur nord

Bany de peus per Crist
L'últim sopar
El somni dels apòstols
La crucifixió

### Pintures del mur meridional

Aaró
Rentat de mans per Pilat
Resurrecció
El somni de Jacob

### Pintures del mur occidental

Dia del Judici
Curació
La comunió de Maria egipciana
La resurrecció dels morts